# Автономия за Македония и Одринско
 Тази статия е за политическата концепция.  За други значения на Автономна Македония вижте Автономна Македония (пояснение).  
Автономия за Македония и Одринско е главната политическа цел на българските нелегални революционни организации Вътрешна македоно-одринска революционна организация, Върховен македоно-одрински комитет, Българско тайно революционно братство и Българска народна македоно-одринска революционна организация, а също и на легалните политически партии Съюз на българските конституционни клубове и Народна федеративна партия (българска секция). Към тази идея се придържат и почти всички български правителства до началото на Балканската война.

## История
Концепцията се появява след като политическата алтернатива на прякото пръсъединяване на Македония и Тракия към Българската държава, което пропада на Берлинския конгрес, и на опита на Сърбия и Гърция за разделянето на Македония на зони на влияние. Правителството на Стефан Стамболов предприема политика на приятелство с Османската империя, на базата на която да постигне мирни реформи в Македония и Одринско. Неговото и на Константин Стоилов правителства издействат берати за владици в повечето македонски епархии.
Най-ранният документ, в който се говори за Автономия на Македония и Одринско са Решенията на Първия македонски конгрес, създал Македонската организация в София в 1895 година. В тях целта и средствата на организацията са дефинирани така:
| „ | придобиване за населенията в Македония и Одринско политическа автономия, приложена и гарантирана от Великите сили...[чрез] въздействие върху българските правителства и общественото мнение в България и Европа... [и] изобщо прилагане на мероприятия, диктувани от силата на обстоятелствата. | “ |

Целта на създадената през 1893 година Българските македоно-одрински революционни комитети ясно определена от първия запазен устав на организацията от 1896 г. В него се говори за „пълна политическа автономия“ на Македония и Одринско. Първоначално организацията декларира целите си съобразно чл. 23 и чл. 62 на Берлинския договор – тя се обявява за прилагането на предвидените в тях реформи, които трябва да гарантират автономия по подобие на тази в Източна Румелия от 1878 година.
Очакваното противодействие от страна на Великите сили, евентуалната военна намеса на Балканските държави и разпокъсване на областта, етническата разнородност на местното население, както и републиканските убеждения на част от ръководството са причината ВМОРО да не издига идеята за непосредствено присъединяването на Македония и Одринско към Княжество България. Целите на организацията обсъждани при основаването ѝ са описани от Христо Татарчев по следния начин:
| „ | ...Разисква се на дълго върху цельта на тая организация и по-сетне се спрѣхме върху автономията на Македония съ предимство на българския елементъ. Не можехме да възприемемъ гледището „прямо присъединение на Македония съ България“, защото виждахме, че туй ще срещне голѣми мѫчнотии поради противодействието на великитѣ сили и аспирациитѣ на съседнитѣ малки държави и на Турция. Минаваше ни презъ ума, че една автономна Македония сетне би могла по-лесно да се съедини съ България, а въ краенъ случай, ако това не се постигне, че ще може да послужи за обединително звено на една федерация на балканскитѣ народи. | “ |

След приобщаването на Одринския вилает в организацията и той е включен в автономния проект. Приблизителна характеристика за идеята за политическага автономия, дава следното изказване на Гоце Делчев направено от него при обиколката му в Одринско през 1900 г. и предадено по спомените на Димитър Груев:
| „ | Ние, българите от Македония и Одринско, не трябва да изпущаме изпредвид, че има и други народности и държави, които са много заинтересовани от разрешението на този въпрос. Една намеса на България ще предизвика намесата и на съседните държави и може да доведе до разпокъсването на Македония. Ето защо народите, населяващи тия две области, трябва сами с общи усилия и жертви да извоюват своята свобода и независимост в границите на една автономна Македоно-Одринска държава, като разчитаме само на материалната и морална подкрепа на България и на Великите сили. | “ |

Най-подробно целите на политическата автономия са разяснени в излизащия в София вестник „Право“, неофициален орган на ЦК на ВМОРО. В началото на юни 1902 г. там е пубрикувана статията „Политически сепаратизъм“, в която е направено ясно разграничение от национален сепаратизъм и е формулирана основната му компромисна цел:“.
| „ | От дълги години насам терминът „автономия за Македония“ се носи от уста на уста. Това ново положение крие една политическа доктрина неясно формулирана чрез принципите на автономията... Тая нова доктрина е „политическият сепаратизъм“, за който и ще говорим в долните редове... Изхождайки от това гледище и уверени, че мнозинството от християнското население в Македония е българско, ний отхвърляме от себе си и най-малкото натякване за някакъв „национален сепаратизъм“... Обаче като българско, това население желае да получи своята свобода, организирано политически в една автономна област, разделена от Българското княжество... Има едно съществено и важно последствие от тая доктрина и то е: запазвание на българското племе цяло, неразделно и свързано със своята духовна култура, макар и разделено политически. | “ |

Според Христо Силянов за организацията понятието автономия се покрива със съдържанието на чл. 23 от Берлинския договор, което тогава се смята за задоволителна придобивка. Претенциите ѝ остават докрай скромни и това говори за здравия политически смисъл на нейните ръководители. Тези претенции се движат в кръга на даденото от Европа в Берлин, на възможното и постижимото.
Поддръжниците на Балканска федерация във ВМОРО от Сярската група изразяват различията си с дейците на дясното крило на ВМОРО в уводната статия на вестник „Революционен лист“ от 2 юни 1905 година:
| „ | Те, върховистите, представляват пълно отрицание на Вътрешната организация – между нея и тях има бездна. Преди всичко, срещу целта на Организацията автономна Македония и нейния девиз „Македония за македонците“, те поставят някакви „автономна Македония“ с прикрит девиз „Македония за България“. „Автономна Македония“, се схваща от организацията като самостойна държавица, която ще влезе като отделен член във федерацията на другите държавици на Полуострова; а върховистите я схващат като преходна форма към „Санстефанска България“, която е осъществима само за ония, които не виждат по-далече от носа си. | “ |

По време на войните 1912 – 1918 година идеята за автономия на Македония и Одринско е изоставена в полза на прякото присъединяване на териториите към България и от двете крила.
| „ | Мнозина от онези „левичари, които ревностно пропагандират пълната независимост на движението от официална България, през войната безрезервно прегръщат фактическото обединение и съвестно му служат на различни постове в държавната администрация. На практика в македонските среди до подписването на Солунското примирие (29 септември 1918 г.) думата „автономия“ е напълно забравена. | “ |

Бъдещият македонист Ангел Динев пише в 1934 година по повод създаването на Македоно-одринското опълчение в 1912 година:
| „ | ...върховистката интелигенция, навлязла вътре в мак[едонското] рев[олюционно] движение беше успяла да наложи (след смъртта на първоапостолите на мак[едонската] свобода и след поражението на Илинденското въстание, разбиране по автономията на Македония като етап към присъединяването на последната към България. Пред перспективата, че Македония може да бъде присъединена към България без етап, сега още, от навлезлите в нея български войски, не оставаше нищо друго освен да се навлезе в българската армия за такъво пряко обединение на Македония с България. | “ |

## Международна оценка
Според Джон Макдоналд от вестник „Дейли Нюз“ целите на Илинденско-Преображенското въстание на ВМОРО остават неразбрани в Англия: 
| „ | В Англия има много хора, които гледат на македонското въстание като борба за господство на един-единствен народ – българския. Това е крайно погрешно мнение и много злонамерено. „Ние се борим за равни права за потиснатия турчин и грък, а така също и за самите себе си“, са ми казвали много македонски комити. Под „автономия“ въстаническите водачи разбират равенство за всички народи и религии. И те смятат, че това „равенство“ може да бъде постигнато само с „намесата на Европа“, което за тях означава нещо доста различно от намесата на двете военни монархии Русия и Австрия. Автономия чрез европейска намеса предполага: 1) „назначаването на християнски генерал-губернатор, който при изпълнение на задълженията си да бъде независим от Високата порта“; 2) „установяването на постоянен международен контрол“. Такова е решението, застъпено в последния революционен манифест. | “ |

Според Пейо Яворов идеята за автономия на Македония се компрометира от Гърция и Сърбия в периода 1904 – 1908 година:
| „ | Всеки проект, носящ в себе си зачатъци на бъдеще автономно управление, предизвиква у гърци и сърби припадъци и страх относително бъдещето на Македония – на тази „класическа сръбска и гръцка земя“. Призракът на автономията не им дава покой и при всеки удобен случай те издават своята нервозност... резултат на съзнавано безсилие и на гърци, и на сърби да компрометират и осуетят една идея, единствено спасителна и справедлива – идеята за автономията. Ний сме прочее спокойни: гръцко-сръбските припадъци не ни стряскат. Автономната идея доби плът и кръв чрез кръвта на хиляди македонски герои и мъченици – дан на свободата и жертви на кървавия турски режим и на сръбско-гръцкия шовинистически бяс. Идеята за автономия бавно, но сигурно завладява умовете на държавници като Грея и ляга в основата на македонската политика на някои велики сили, които ще имат последната дума по македонския проблем: Англия направи официално предложение за независим губернатор; Русия по принцип тоже се изказа за такъв, а независимият печат в Италия и Франция го подкрепи. | “ |

В доклада на международната Карнегиевата комисия се проследява еволюцията на идеята за автономия като чисто български политически въпрос, нерешаването на който довежда до разпада на Османската империя:
| „ | Що се отнася до произхода на тази вътрешна организация, трябва да се върнем до 1893 година, когато в градеца Ресен малобройна група млади български интелектуалци основава тайно общество с ясно изразеното намерение „да подготви християнското население за въоръжена борба срещу турския режим, за да може да се постигнат лична сигурност и гаранции за ред и справедливост в управлението" – нещо, което може да се преведе като политическа автономия за Македония. Тази „вътрешна организация" няма за цел присъединяването на Македония към България. Тя призовава всички националности, живеещи в трите вилаета на Македония, да обединят своите редици. Годината 1910 е решителна. Тя окончателно доказва, че режимът, установен през 1908 година, е нетърпим. Той би имал възможност да спечели престиж в очите на Европа и да заздрави положението си пред собствените си поданици и пред съседните балкански държави, но вече е пропуснал този шанс. Оттук нататък съдбата на Турция в Европа е решена окончателно. Това означава край на усилията за постигане на автономия за Македония. | “ |

Съвременни гръцки изследователи като Анастасия Каракасиду приемат, че:
| „ | Националните активисти в България наистина издигнали идеята за автономна Македония, въпреки поддържаната от тях теза за „Македония на македонците“, която представлявала само междинна фаза към постепенното инкорпориране на региона към България. | “ |